# العاشورية
العاشورية منطقة آبار عراقية في ناحية النخيب بمحافظة الأنبار غرب العراق، فيها آبار أحيَتها فرقة الدهامشة من عشيرة عنزة بالعراق، وأصبحت حتى سنة 1949 من الآبار الغزيرة العذبة، المسافة 70 كيلومتراً بين العاشورية والشبكة.